# S'bu Zikode
S'bu (Sibusiso) Innocent Zikode, född 1975 i Loskop i Sydafrika, är en sydafrikansk människorättsaktivist.
S'bu Zikode växte upp i staden Estcourt i KwaZulu Natal i Sydafrika. Han studerade på Bonokuhles gymnasium. Några år senare började han utbilda sig till jurist på dåvarande University of Durban-Westville, som nu ingår i University of KwaZulu-Natal. Han var dock tvungen att avbryta studierna på grund av penningbrist 1997 och flyttade då till kåkstaden Kennedy Road i Durban. Han arbetade som bensinpumpbetjänt på en närbelägen bensinstation.
Han har sedan 2005 i flera omgångar varit ordförande i den sydafrikanska kåkstadsrörelsen Abahlali baseMjondolo, som han var medgrundare till 2005. Rörelsen strider för grundläggande service som vatten och elektricitet i kåkstäder samt för mark och bostäder för fattiga.
S'bu Zikode fick 2021 Per Anger-priset.